# Popillia bhutanensis
Popillia bhutanensis är en skalbaggsart som beskrevs av Frey 1975. Popillia bhutanensis ingår i släktet Popillia och familjen Rutelidae. Inga underarter finns listade i Catalogue of Life.